# آپر کالدیکات
آپر کالدیکات (به انگلیسی: Upper Caldecote) یک روستا در بریتانیا است که در Bedfordshire مرکزی واقع شده‌است.